# Adreppus nigrinervis
Adreppus nigrinervis is een rechtvleugelig insect uit de familie veldsprinkhanen (Acrididae). De wetenschappelijke naam van deze soort is voor het eerst geldig gepubliceerd in 1878 door Stål.